# William MacAskill

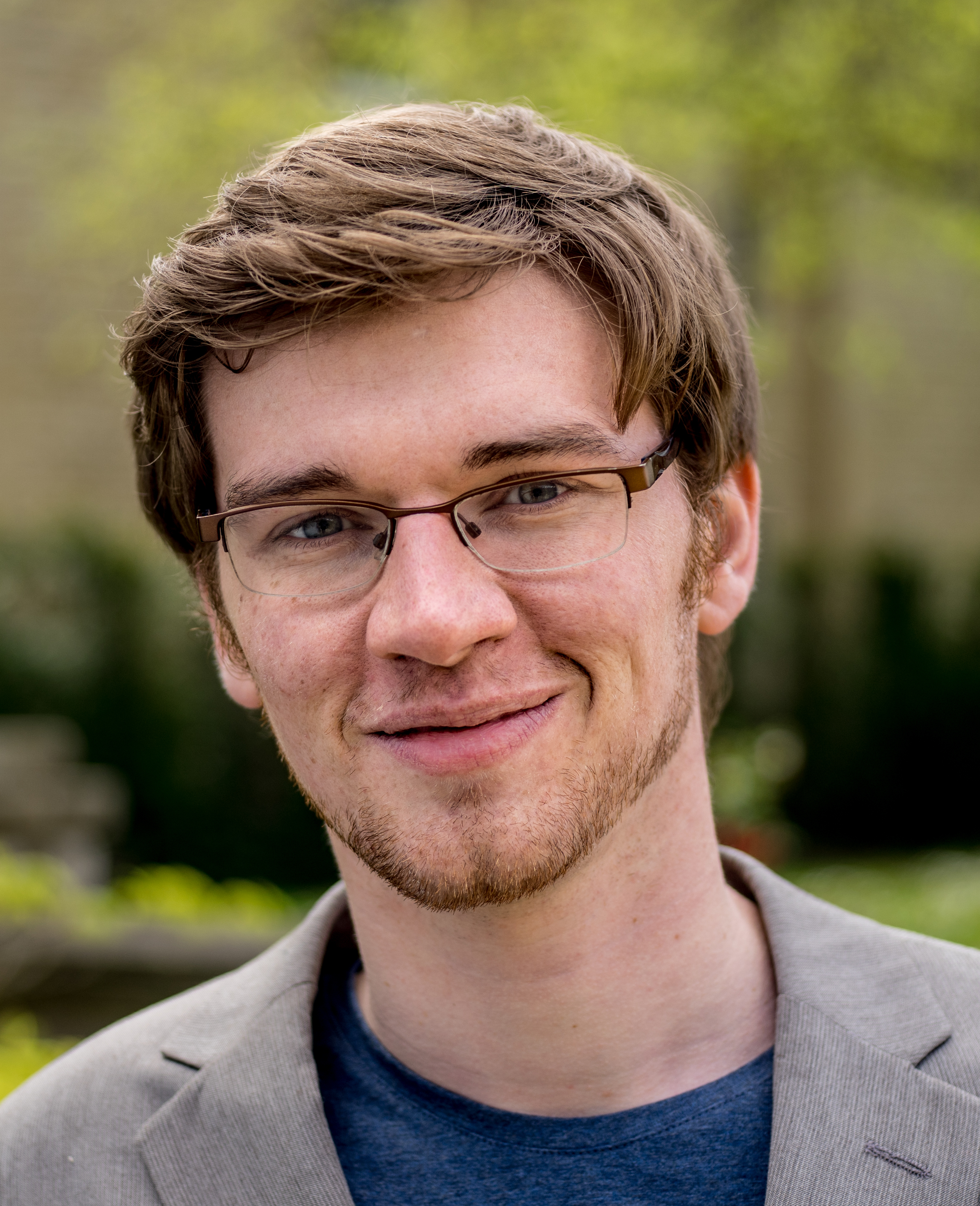
William MacAskill (2015)

William MacAskill (* 24. März 1987 als William Crouch) ist ein schottischer Philosoph und Ethiker, und einer der Begründer des Effektiven Altruismus. Er war  Juniorprofessor (associate professor) an der Universität Oxford und Forscher am Global Priorities Institute in Oxford und ist Leiter des Forethought Foundation for Global Priorities Research. MacAskill ist Mitgründer von 80,000 Hours, Giving What We Can, und dem Centre for Effective Altruism.

## Leben
MacAskill wuchs in Glasgow auf. Von 2005 bis 2010 studierte er in Cambridge und Oxford Philosophie. 2010 bis 2014 promovierte er in Oxford unter John Broome und Krister Bykvist zum Thema normative Unsicherheit. In dieser Zeit erhielt er ein Fulbright-Stipendium und verbrachte Auslandsaufenthalte an der New York University und in Princeton. Von August 2015 bis September 2016 war er Associate Professor und Tutorial Fellow am Lincoln College der Universität Oxford.
2009 gründeten MacAskill und Toby Ord Giving What We Can. Die Organisation wirbt dafür, mindestens 10 % des eigenen Einkommens zu spenden und empfiehlt Spendenziele. 2011 gründete MacAskill mit Benjamin Todd 80,000 Hours, das Menschen berät, die ihre Karriere nach Prinzipien des effektiven Altruismus gestalten wollen. Mutterorganisation der beiden Nonprofits ist das ebenfalls von MacAskill gegründete Centre for Effective Altruism.
MacAskill kritisierte die ALS Ice Bucket Challenge, da sie Teilnehmer dazu verleiten könne, auf Geldspenden, auch an andere Organisationen, zu verzichten. 2015 erschien sein Buch Doing Good Better (deutsch Gutes besser tun), in dem er Argumente für den effektiven Altruismus vorbringt und Ansätze zur Bewertung von Hilfsorganisationen darstellt.
2018 hielt MacAskill einen TED Talk, in dem er die Grundlagen des effektiven Altruismus erklärt und für die Wichtigkeit der Reduzierung existentieller Risiken argumentiert.

## Ansichten
MacAskill wurde stark von Peter Singer beeinflusst und betont, dass es wichtig sei, möglichst effizient zu spenden, da einige gemeinnützige Organisationen um ein Vielfaches bessere Ergebnisse erzielen als andere. Außerdem ist er der Ansicht, dass Wählen zu gehen vom bewirkten Einfluss her einer Spende von tausenden Euro an eine westliche Wohltätigkeitsorganisation gleichkomme. Laut MacAskill gehört die Karrierewahl zu den wichtigsten Entscheidungen, die ein Mensch im Laufe seines Lebens trifft, daher sei es bedeutsam, dass man einen Beruf auswählt, der die Welt positiv verändert (oder einen, bei dem man genug verdienen kann, um durch Spenden ähnlich Positives bewirken zu können).

### Longtermism
Da die Menschheit (vermutlich) noch einen großen Teil ihrer Existenz vor sich hat und nach MacAskill Menschen, egal zu welcher Zeit sie leben, den gleichen Wert besitzen, hänge es vor allem von den Auswirkungen auf zukünftige Generationen ab, ob eine Handlung gut oder schlecht ist. Es könne sich seiner Meinung nach auch eine Tat lohnen, die vermutlich keinen Effekt für aktuelle Generationen hat, die aber einen Effekt hat, der Generationen in der fernen Zukunft retten kann. MacAskill sieht in diesem Sinne beispielsweise Forschung an der Sicherheit von KI als eines der wichtigsten Felder überhaupt an.
Seine Ansichten zum Longtermism (Langfristigkeit) sind im Buch Was wir der Zukunft schulden: Warum wir jetzt darüber entscheiden, ob wir die nächste Million Jahre positiv beeinflussen enthalten.

## Veröffentlichungen (Auswahl).
- What We Owe the Future: A Million-Year View. Basic Books, 2022. ISBN 978-1-5416-1862-6
  - Was wir der Zukunft schulden: Warum wir jetzt darüber entscheiden, ob wir die nächste Million Jahre positiv beeinflussen. Siedler Verlag 2023, ISBN 978-3-8275-0179-0 (übersetzt von Jürgen Neubauer)
- Doing Good Better - Effective Altruism and a Radical Way to Make a Difference. Guardian Faber, London 2015, ISBN 978-1-78335-049-0.
  - Gutes besser tun. Wie wir mit effektivem Altruismus die Welt verändern können. Ullstein Verlag, Berlin 2016, ISBN 978-3-550-08140-8 (übersetzt von Stephan Gebauer).
- Mit Toby Ord und Krister Byvist, Moral Uncertainty, Oxford University Press 2020, ISBN 978-0-19-872227-4.
- What We Owe The Future: A Million-Year View. Oneworld Publications 2022, ISBN 978-0-86154-482-0.